# Římskokatolická farnost Staré Hobzí
Římskokatolická farnost Staré Hobzí je územní společenství římských katolíků v rámci telčského děkanství brněnské diecéze s farním kostelem Nanebevzetí Panny Marie a svatého Ondřeje.

## Historie vzniku farnosti
První písemná zmínka o kapli sv. Ondřeje pochází z listiny českého knížete Konráda II. Oty z 25. října roku 1190, kdy se kaple sv. Ondřeje v Hobzí, se vsí, krčmou a mlýnem nacházela mezi darovanými vesnicemi klášteru v Louce. V písemných pramenech z roku 1270 je uveden i první hobezský farář Jan, který byl patrně řádovým knězem z Louky. Během husitských válek byl Loucký klášter 12. listopadu 1425 husitskými vojsky vypleněn a klášter tak upustil od obsazování svých farností (mezi něž patřilo i Hobzí) členy svého konventu. Od roku 1564 byla farnost spravována faráři z řad světských kněží, kteří však museli odpřisáhnout klášteru věrnost a odvádět mu peněžité dávky. Výrazem protireformace po roce 1620 bylo zasvěcení zdejšího kostela kromě sv. Ondřeji také Nanebevzetí Panny Marie. Teprve od roku 1641 začal opat louckého kláštera opět obsazovat faru v Hobzí členy svého konventu.

### Farnost Staré Hobzí
Od roku 1668 je fara ve Starém Hobzí zmiňována pod děkanstvím v Telči, z kterého se roku 1770 vydělilo děkanství jemnické s farnostmi: Jemnice, Staré Hobzí, Budeč, Dešná, Vratěnín, Kdousov, Krasonice, Velký Újezd, Nové Sady, Rancířov, Horní Slatina, kterou tehdy spravoval farář z Budče, Budkov, Slavíkovice, přičemž Vel. Újezd, Budkov a Slavíkovice spravoval farář z Kdousova. Farnost Slavíkovice připadla následně ke Kdousovu.
Farnost staré Hobzí sestávala v roce 1865 z fary, kostela Nanebevzetí Panny Marie a zámecké kaple sv. Tomáše ve Starém Hobzí, kaple sv. Jakuba Většího v Panenské (Frauendorf), modlitebních kaplí v Báňovicích (Banowitz), Holešicích (Holleschitz), Vnorovicích (Urwitz) a z přifařeného Starého Hobzí se školou s 801 katolíkem a 78 židy, dvora Veselíčko (Lusthof) s 36 katolíky, Janova dvora (Johannihof) s 37 katolíky a 1 nekatolíkem, mlýna v Janově údolí (Johannisthaler Mühle) s 11 katolíky, hájovny v Janově údolí (Johannisthaler Jägerhaus) s 10 katolíky, Louckého mlýna (Bruckmühle) se 13 katolíky, mlýna U Oulehlů (Aumühle) s 12 katolíky, obce Báňovice (Banowitz) se 164 katolíky, obce Panenská (Frauendorf) s 220 katolíky, dvora Hejnice (Hönitzhof) s 37 katolíky, obce Nové Dvory (Neuhof) se 119 katolíky, obce Vnorovice (Urwitz, Norowice) se 179 katolíky a Hadrova mlýna (Hader-Mühle) s 9 katolíky, obce Holešice (Holleschitz) se 147 katolíky.

### Duchovní
Na faře se vystřídali: Jan Nedoma (nar. v Černé 1812), po roce 1850 Beneš Metod Kulda, kooperátor Jan Richter (1860), farář František Jahn, Josef Pettera (1861), administrátor František Blatný (zpět do Jemnice), farář Vavřinec Paluda z Hartvíkovic (1863), novovysvěcený Josef Načeradský (1868, 1869 do Ivančic), farář Karel Jelínek, farář Edmund Čejka z Trnavy u Třebíče (1883), kooperátor Karel Kremláček z Tasovic (1893), v roce 1894 zemřel farář Josef Mikulášek a po něm nastoupil farář Antonín Bártek, který se stal pro zdejší české etnikum významnou osobností (od roku 1902 také rada biskupské konsistoře a jemnický děkan). V roce 1897 byl jmenován čestným členem obce Báňovic a v roce 1903 obce Nových Dvorů. Působil v řadě českých spolků, které pravidelně finančně podporoval. Hojně navštěvovaná byla jeho kázání během Svatovítských slavností (Barchan) pod Kapistránskou lípou v Jemnici.

## Duchovní správci
Administrátorem excurrendo byl 1. října 2011 do července 2014 R. D. Mgr. Michal Polenda. Od srpna 2014 do července 2015 zde působil jako administrátor excurrendo R. D. Mgr. Karel Janů. Od 1. srpna 2015 byl administrátorem R. D. Mgr. Bohumil Urbánek a 1. srpna 2022 se stal farářem farnosti R. D. PhDr. Hynek Šmerda, Ph.D.

## Bohoslužby
| Kostel                                    | Místo       | Bohoslužba (den) | Hodina     | Poznámka     |
| ----------------------------------------- | ----------- | ---------------- | ---------- | ------------ |
| Nanebevzetí Panny Marie a svatého Ondřeje | Staré Hobzí | neděle čtvrtek   | 9.30 18.00 | farní kostel |

## Aktivity ve farnosti
Dnem vzájemných modliteb farností za bohoslovce a bohoslovců za farnosti brněnské diecéze je 31. leden. Adorační den připadá na nejbližší neděli po 18. lednu. Ve farnosti se pravidelně koná tříkrálová sbírka. V roce 2017 se při sbírce vybralo na Slavonicku 47 062 korun. Farnosti Slavonice, Staré Hobzí, Cizkrajov, Nové Sady a Dešná u Dačic vydávají společný farní zpravodaj Poutník.

## Biskupský archiv v Brně - Rajhradu
V souvislosti s požadavkem římskokatolické církve na přeřazení některých fondů farních úřadů, které byly v majetku Biskupství brněnského, do Biskupského archivu v Brně - Rajhradu, došlo v roce 2014 k přeřazení 19 archivních fondů o celkovém rozsahu 36,62 bm archiválií ze SOkA J. Hradec do Biskupského archivu v Brně - Rajhradu. Jednalo se o archivní fondy farních úřadů: Budeč, Cizkrajov, Český Rudolec, Dačice, Dešná, Horní Slatina, Kostelní Vydří, Lipolec, Matějovec, Nové Sady, Olšany, Palupín, Popelín, Rancířov, Slavonice, Staré Hobzí, Studená, Třebětice a Volfířov. Od roku 2014 lze tyto fondy studovat v biskupském archivu v Brně Rajhradu.